# Jiří David
Jiří David   (Brno, 16 de febrer de 1923 - Brno, 19 de juny de 1997) va ser un atleta txecoslovac, especialista en curses de velocitat, que va competir durant les dècades de 1940 i 1950. Era el marit de la també atleta Olga Modrachová.
El 1946 va prendre part Campionats d'Europa d'atletisme d'Oslo, on va guanyar dues medalles de bronze, en els 200 metres i en els 4x100 metres relleus.
El 1952 va prendre part en els Jocs Olímpics de Hèlsinki, on va disputar dues proves del programa d'atletisme. En els 4x100 metres relleus fou sisè, mentre en els 400 metres quedà eliminat en sèries.

## Millors marques
- 100 metres. 10,06" (1947)
- 400 metres. 48,08" (1947)[1]